# With Love
«With Love» (Con Amor), es el segundo sencillo del tercer álbum de la cantante pop estadounidense Hilary Duff llamado Dignity.

## Información de la canción
El 9 de abril la canción se posicionó en el puesto #26 del Top Mediabase Radio Chart, con 1997 spins en todas las estaciones de radio en Estados Unidos, al igual que en las radios de Canadá, donde la canción enarboló el puesto #17 del airplay canadiense, la última semana de febrero With Love empezó a ser transmitida también en las radios australianas, italianas, latinoamericanas y británicas; el primer performance de With Love se llevó a cabo el 5 de marzo en el programa This Morning en Londres. With Love se posicionó la primera semana de marzo en el puesto 2 del WorldSpace.
With Love ha sido el hit más grande de Hilary en Estados Unidos, donde alcanzó la posición 24 del Billboard Hot 100, mientras que se convirtió en un hit muy popular también en los clubes y discotecas norteamericanas, llegando a la primera posición del Hot Dance Club Play, a finales de abril. Mientras que llega al noveno puesto en descargas digitales y al número 17 en el Pop 100.
Alcanza la posición 1 en Chile, 2 en Malasia, 3 en Singapur, 5 en Venezuela, 6 en Canadá, Taiwán y España, 7 en Croacia e Israel, 8 en Italia y 9 en Panamá. Llega hasta el 29 en el Reino Unido. Consigue buena promoción en las radios de todo el mundo.
La canción está siendo usada actualmente para promoción del teléfono celular Strawberry Chocolate Phone de la marca LG y para el juego multiplayer Audition Online de Nexon America en Estados Unidos.
El Video Fue #1 De Los 100 Videos Más Pedidos 2007 De Mtv Latinoamérica (Sur)
y fue número #7 en los 100 videos más pedidos del 2007 de Mtv Latinoamérica (Norte), es el video que más tiempo ha estado en rotación en mtv Latinoamérica, incluso más que Wake up que alcanzó el #3 en dicho conteo.

## Video y comercial
Al principio With Love fue lanzado en MTV como el comercial promocional de la fragancia With Love... Hilary Duff, en un tiempo determinado de 1 minuto, sin embargo, With Love fue escogido por Duff y Hollywood Records como segundo sencillo del álbum Dignity de Duff. El video del comercial publicitario fue grabado en San Francisco durante el mes de octubre, junto con el videoclip del tema With Love, en la dirección del famoso fotógrafo Matthew Rolston.
El video cuenta con un estilo mucho más maduro. Duff aparece acabando una presentación en un concierto con un estilo de antaño siendo aplaudida por una gran audiencia, ella sale del teatro y entre una multitud de fotógrafos y admiradores que la esperan, afuera se encuentra un apuesto y misterioso joven (Kellan Lutz) que la sigue hasta su hotel, en el pasillo Duff empieza a cambiarse rápidamente de ropa para encubrir su verdadera identidad, ella se coloca un poco de su fragancia (With Love), mientras el sensual joven persigue a Hilary a través de unas escaleras, el encuentra su capa, se dirige al elevador donde esta Hilary, se detiene brevemente para poder oler su fragancia y es cuando el cable del elevador se rompe repentinamente y empiezan una serie de besos entre ambos.
La premier mundial del video fue el 8 de febrero, a través de MTV TRL, durante el "Spankin' New Music Week", aunque unos minutos antes ya había sido estrenado en el NUVIDEO en MTV Latinoamérica durante la programación de Los 10+ pedidos, el 9 de febrero fue la premier del video en Canadá a través de MuchOnDemand y recibió el estatus de "High Rotation".

## Lista de canciones
| - Promo CD single and DVD 1. «With Love» – 3:05 2. «With Love» (video) – 3:09 - Australia CD single 1. «With Love» – 3:05 2. «With Love» (Richard Vission remix) 3. «Play with Fire» (Richard Vission remix) | - UK CD1 1. «With Love» 2. «Play with Fire» - UK CD2 1. «With Love» 2. «With Love» (Housecrushers mix) 3. «Play with Fire» (Vada mix) |

## Remixes
El 9 de febrero Richard Vission lanza el primer remix oficial de With Love, a través del MySpace Oficial de Hilary Duff. Dave Audé, Jason Nevins, Joe Bermúdez y Bimbo Jones también remezclaron la canción. 

### Versiones Oficiales
- Original –3:01
- Explicit Version –3:01
- Concert Version;3:04
- Album Version –3:01
- Video Version –3:26
- Radio Edit[UK];2:37
- Radio Edit –3:01
- A. Castillo Remix –4:10
- A. Castillo Extendet Mix –7:35
- Bermúdez & Preve Scent of Seduction –3:06
- Bermúdez & Preve Scent of Seduction mixshow –4:37
- Big Woody Final Club Mix –6:53
- Big Woody Radio Edit –3:44
- Bimbo Jones Remix –6:44
- Bimbo Jones Radio Edit –3:37
- Boosta Mix –6:37
- Boosta Mix Extendet Version;4:35
- Dave Audé vs. Richard Vission Edit –3:58
- Dave Audé vs. Richard Vission Remix –7:32
- Dave Audé vs. Richard Vission Mixshow –5:39
- Dave Audé vs. Richard Vission Esterio –3:29
- Dave Audé vs. Richard Vission Instrumental CD –4:39
- Dave Audé vs. Richard Vission A capela –3:28
- DJ Kaya Remix;12:32
- Housecrusherz Remix –7:41
- Housecrusherz Dub –6:23
- Housecrusherz Radio Edit –2:54
- Richard Vission's Big Room Edit –4:30
- Richard Vission's Big Room Love –6:10
- Richard Vission's Big Room –3:12
- Richard Vission's Big Room Extendet –7:10
- Jorge Alba's Mix Down Deluxe Press;4:21
- Jorge Alba's Mix Down Deluxe Press extruc;5:34
- Jorge Alba's Mix Down Deluxe Press radio edit;6:21
- Jorge Alba's Mix Down Deluxe Press video version;3:01
- Wanna Mix –4:20
- Wanna Mix Radio Edit –4:56
- Wanna Mix Down Video Version –3:03
- Remix Feat. Plastilina Mosh- 3:05

## Posicionamiento

### Semanales
| País           | Lista                            | Mejor posición |      |
| 2007           | 2007                             | 2007           | 2007 |
| -------------- | -------------------------------- | -------------- | ---- |
| Australia      | ARIA Charts                      | 22             |      |
| Brasil         | Brazilian Hot 100                | 55             |      |
| Alemania       | Media Control Charts             | 91             |      |
| Canadá         | Canadian Hot 100                 | 6              |      |
| Estados Unidos | Billboard Hot 100                | 24             |      |
| Estados Unidos | Digital Songs                    | 25             |      |
| Estados Unidos | Hot Dance Club Play              | 1              |      |
| España         | Spanish Singles Charts           | 6              |      |
| Irlanda        | Irish Singles Charts             | 26             |      |
| Países Bajos   | Dutch MegaCharts Singles Top 100 | 91             |      |
| Europa         | European Hot 100                 | 18             |      |
| Italia         | Italian Singles Charts           | 8              |      |
| Nueva Zelanda  | Recorded Music NZ                | 27             |      |
| Reino Unido    | UK Singles Chart                 | 29             |      |